# Паљијарели (Кјети)
Паљијарели (итал. Pagliarelli) је насеље у Италији у округу Кјети, региону Абруцо.
Према процени из 2011. у насељу је живело 113 становника. Насеље се налази на надморској висини од 78 м.